# امیلیو زاپیکو
امیلیو رودریگز زاپیکو (اسپانیایی: Emilio Rodríguez Zapico‎؛ زادهٔ ۲۷ مهٔ ۱۹۴۴ در لئون، کاستیا و لئون، درگذشتهٔ ۶ اوت ۱۹۹۶ در هوت، کاستیا-لامانچا) رانندهٔ مسابقات اتومبیل‌رانی اهل اسپانیا بود که در فصل ۱۹۷۶ در مجموع در یک گراند پری از مسابقات جهانی فرمول یک شرکت کرد، اما موفق به کسب هیچ امتیازی نشد.
زاپیکو در ۶ اوت ۱۹۹۶ بر اثر حادثهٔ سقوط هواپیما در هوت، کاستیا-لامانچا درگذشت.